# Roger Piantoni
Roger Piantoni (født 26. december 1931 i Étain, Frankrig, død 26. maj 2018 i Nancy, Frankrig) var en fransk fodboldspiller, der spillede som angriber. Han var på klubplan tilknyttet FC Nancy, Stade Reims og OGC Nice, og spillede desuden 37 kampe for det franske landshold. Han var med på det franske hold ved VM i 1958 i Sverige.
Piantoni blev to gange topscorer i den franske liga, i 1951 med Nancy og i 1961 med Reims.

## Titler
Ligue 1
- 1958, 1960 og 1962 med Stade Reims

Coupe de France
- 1958 med Stade Reims